# Luciobrotula nolfi
Luciobrotula nolfi är en fiskart som beskrevs av Cohen, 1981. Luciobrotula nolfi ingår i släktet Luciobrotula och familjen Ophidiidae. Inga underarter finns listade i Catalogue of Life.